# Euphorbia pentadactyla
Euphorbia pentadactyla är en törelväxtart som beskrevs av August Heinrich Rudolf Grisebach. Euphorbia pentadactyla ingår i släktet törlar, och familjen törelväxter. Inga underarter finns listade i Catalogue of Life.